# Mamfé
Mamfé, chiamata anche Mamfe, è capoluogo del dipartimento di Manyu in Camerun.